# Indústria cultural
O termo indústria cultural (em alemão: Kulturindustrie) foi criado pelos filósofos e sociólogos alemães Theodor Adorno (1903-1969) e Max Horkheimer (1895-1973), apresentado no capítulo "A indústria cultural: iluminação como engano em massa", do livro Dialética do Esclarecimento (1944), em que propuseram que a cultura popular é semelhante a uma fábrica que produz bens culturais padronizados — filmes, programas de rádio, revistas etc. — usados para manipular a passiva sociedade de massas, por mais difíceis que sejam suas circunstâncias econômicas.
Ainda para Adorno e Horkheimer, o perigo inerente à indústria cultural é o cultivo de falsas necessidades psicológicas que só podem ser atendidas e satisfeitas pelos produtos do capitalismo; assim, eles perceberam especialmente a cultura produzida em massa como perigosa para a sobrevivência das artes mais difíceis de serem produzidas do ponto de vista técnico e intelectual. De acordo com os pensadores, a indústria cultural:

[…] não introduz as massas nas áreas de que eram antes excluídas, mas serve, ao contrário, nas condições sociais existentes, justamente para a decadência da cultura e para o progresso da incoerência bárbara”.
A crítica da Escola de Frankfurt permanece atual e tem sido retomada para analisar o funcionamento das plataformas digitais contemporâneas, que reproduzem a lógica da padronização e do consumo rápido, promovendo conteúdos moldados para a atenção imediata, muitas vezes por meio de algoritmos que reforçam gostos pré-determinados e reduzem a diversidade estética.

## Objetivo
Seguindo a lógica do capitalismo industrial e financeiro, a Indústria Cultural busca padronizar e homogeneizar os produtos, para que possam ser consumidos pela maioria das pessoas. Assim, tudo o que pertence à Indústria Cultural deve seguir um padrão pré-definido para o consumo imediato.
Tendo o consumidor não como um sujeito, mas sim como um objeto. Este termo define as produções artísticas e culturais organizadas no contexto das relações capitalistas de produção, uma vez lançadas no mercado, e por estes consumidas.
A indústria cultural idealiza produtos adaptados ao consumo das massas, assim como também pode determinar esse consumo trabalhando sobre o estado de consciência e inconsciência das pessoas. Ela pode ainda ter função no processo de acumulação de capital, reprodução ideológica de um sistema, reorientação de massas e imposição de comportamento.

## Histórico

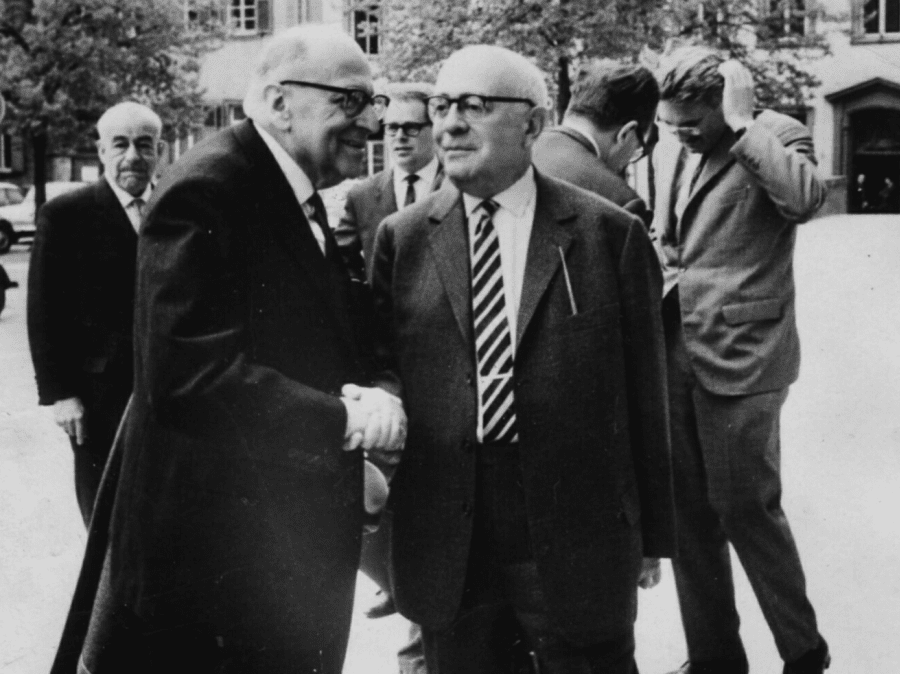
Fotografia tirada em Abril de 1964 por Jeremy J. Shapiro. Horkheimer está em frente, a esquerda, Adorno em frente a direita e Habermas está ao fundo, a direita, com a mão em seu cabelo.

Indústria cultural, foi termo concebido pelos teóricos da escola de Frankfurt, Theodor Adorno e Max Horkheimer. As reflexões acerca desse tema surgiram  a partir de uma “cultura industrializada” vista no período do nazismo, pois toda a arte produzida era dirigida somente àquele sistema. Já nos Estados Unidos, Adorno vê o sistema da indústria cultural de forma “enrustida” principalmente no entretenimento, e é através do cinema, por exemplo, que a indústria cultural se faz presente e nos apresenta uma comunicação de massa, pois neste caso tinha o intuito de “desviar” os olhares da população aos problemas sociais da década de 30 que se consagrou.
Dessa forma, as manifestações de arte não são vistas somente como únicas, extremamente belas, mas principalmente como “mercadorias”, que incentivam uma reificação (ou transformação em coisa), e a alienação da arte feita para poucos e carentes de uma visão crítica a respeito.
A intenção da indústria cultural não é promover um conhecimento, porque conhecer levanta questionamentos, rompe paradigmas e necessita de novas respostas. Esse sistema incorpora nos participantes uma nova necessidade: a “necessidade do consumo”, geradora de mercadorias próprias para a venda e vinda do capitalismo e desta forma é possível representar e incentivar o produto ao invés do conhecimento. O conhecimento, por sua vez, se torna produto da elite e é sobre esses aspectos que Adorno e Horkheimer questionam quando tratam de indústria cultural. Sobre a forma pela qual as artes e o conhecimento humano são tratadas e se tornaram de fácil manipulação.
No entanto, falar de indústria cultural levanta também questões sobre a comunicação, a cultura e a manipulação de massas.

## Desenvolvimento do conceito
O conceito de indústria cultural foi originalmente formulado pelos pensadores da Escola de Frankfurt, principalmente Theodor Adorno e Max Horkheimer, no contexto das transformações culturais e políticas da Europa no período entre guerras, especialmente durante a ascensão do nazismo e o período da Segunda Guerra Mundial. Eles observavam que a cultura, tradicionalmente vista como uma expressão autêntica da criatividade humana e um veículo para a reflexão crítica, estava sendo gradualmente transformada em um instrumento de dominação e manipulação por meio da produção em massa de bens culturais padronizados.
Durante o regime nazista, toda a produção cultural foi submetida a um rígido controle estatal, visando reforçar a ideologia oficial e manipular a opinião pública. Foi nesse contexto que Adorno e Horkheimer desenvolveram sua análise crítica, denunciando a transformação da cultura em mercadoria, com finalidade primordial de manter a ordem social vigente e promover a alienação das massas.
Posteriormente, a partir da observação do sistema cultural norte-americano, especialmente da indústria do entretenimento, Adorno percebeu que, mesmo em democracias liberais, a indústria cultural funcionava de forma “enrustida” — ou seja, não de modo explícito como no totalitarismo, mas por meio da produção em massa de filmes, música e programas de rádio que promoviam a conformidade social e distração dos problemas sociais e econômicos.
Segundo Adorno e Horkheimer, a indústria cultural não visa o desenvolvimento do conhecimento crítico, pois isso exigiria questionamento e transformação social. Em vez disso, promove falsas necessidades que só podem ser satisfeitas pelos próprios produtos do sistema capitalista, tornando a cultura uma mercadoria que aliena os indivíduos e reforça a passividade das massas.
Ao tratar das artes como mercadorias, eles introduziram o conceito de “reificação”, que significa a transformação das relações sociais e culturais em coisas, ou objetos de consumo, esvaziando seu potencial crítico e emancipador.
A crítica da indústria cultural levanta importantes questões sobre a comunicação, a cultura de massa, a manipulação ideológica e o papel dos meios de comunicação na sociedade contemporânea, temas que continuam sendo explorados e atualizados por pesquisadores até os dias atuais.

## Comunicação de massa
A indústria cultural e a comunicação de massa não podem ser tratadas como coisas distintas, pois, ambas são capazes de atingir um grande número de indivíduos, de transmitir um conhecimento ou de alienar. São pertencentes à cultura de massa a televisão, o rádio, os jornais, as revistas e toda e qualquer fonte de informação. Não pelo que são, mas sim por serem utilizadas pela elite com o real intuito de manipular a população.
O primeiro passo para o surgimento de um veículo de comunicação veio através de Gutenberg. Com os tipos móveis de imprensa, Gutenberg trouxe novos meios e mais ágeis para a reprodução (principalmente de livros). A criação deste "meio de comunicação" não pode ser vista como responsável pela indústria cultural, mas pode se ter, através daí, o surgimento de uma cultura elitizada (pois o consumo era destinado a uma elite de letrados) de uma reprodução em grande escala, e de uma objetivação cada vez maior do lucro.

## Cultura, arte e o conceito deKitsch
Kitsch é o termo usado para denominar uma nova forma de arte: a pseudo-arte. Com o surgimento da nova classe média e a grande demanda informacional, tornou-se necessário à cultura e à arte uma adaptação ao seu novo público e a produção em massa.
Para Silva (2011), a indústria cultural descaracterizou a arte, deixando de lado a sua verdadeira essência. Do homem como autônomo, da beleza impossível na vida real, mas possível através da arte. Para esse autor, tal adaptação da arte e cultura foram causadas pela filosofia capitalista. Como o sistema dominante necessita de lucro, a aceitação e a alienação massificada para a sua sobrevivência transforma a cultura em mais um dos instrumentos do capitalismo.

## Atualização para a era digital
Com o avanço das tecnologias digitais e a popularização da internet, o conceito de indústria cultural precisou ser reinterpretado para abarcar as novas formas de produção, distribuição e consumo cultural. Plataformas digitais como TikTok, YouTube, Instagram e Spotify transformaram profundamente a maneira como o conteúdo cultural é criado, compartilhado e consumido, reproduzindo muitas das críticas originais feitas por Adorno e Horkheimer sobre padronização, mercantilização e manipulação das massas.
Essas plataformas funcionam a partir de algoritmos sofisticados que selecionam e recomendam conteúdos baseados em dados comportamentais dos usuários, promovendo o consumo rápido, fragmentado e altamente direcionado. Essa lógica algorítmica reforça padrões estéticos e narrativas já consolidadas, limitando a diversidade cultural e privilegiando conteúdos que geram maior engajamento, visualizações e lucro. A viralização de conteúdos, embora aparente uma democratização no acesso à cultura, muitas vezes reproduz fórmulas comerciais e estéticas pré-existentes que atendem a interesses mercadológicos.
Além disso, a economia da atenção, central nas redes sociais, transforma o consumo cultural numa busca constante por estímulos imediatos e superficiais. Essa dinâmica contribui para o esvaziamento simbólico da cultura, em que o valor dos bens culturais é medido sobretudo por métricas como curtidas, visualizações e compartilhamentos, em detrimento de seu potencial crítico e reflexivo. O conteúdo cultural passa a ser consumido em pequenas doses, muitas vezes em formatos efêmeros, o que dificulta a construção de experiências estéticas mais profundas e complexas.
Autores contemporâneos ressaltam que essa aparente democratização do acesso e da participação cultural pode ocultar formas sutis de controle social e conformismo cultural. Segundo Cícero Henriques, as plataformas digitais potencializam a lógica da mercantilização e da padronização da cultura, criando uma ilusão de autonomia e liberdade para o usuário, enquanto reforçam mecanismos de controle e uniformização cultural.
Outro aspecto relevante é a crescente integração entre produção cultural e marketing digital, onde influenciadores e criadores de conteúdo atuam como agentes de reprodução da lógica mercadológica, tornando-se peças centrais no funcionamento da indústria cultural digital. Essa relação complexa entre produção, consumo e publicidade dificulta ainda mais a distinção entre cultura autêntica e mercadoria cultural.
Portanto, a crítica à indústria cultural permanece essencial para a compreensão das dinâmicas culturais contemporâneas e dos desafios impostos pelas tecnologias digitais à diversidade cultural, à emancipação dos sujeitos e ao papel social da arte. Analisar essas transformações permite refletir sobre as possibilidades e limitações da cultura na era digital, destacando a importância de estratégias que favoreçam a pluralidade, a criticidade e o engajamento cultural consciente.

### Reações e críticas contemporâneas
Embora a crítica frankfurtiana da indústria cultural continue relevante, ela também foi alvo de revisões e contrapontos por parte de estudiosos contemporâneos. Alguns autores argumentam que a abordagem original apresenta uma visão excessivamente pessimista da cultura de massa e subestima a capacidade de resistência e agência dos consumidores.
O conceito de "prosumidor", por exemplo, introduzido por Alvin Toffler e desenvolvido posteriormente por autores como Jenkins, destaca o papel ativo dos usuários nas redes digitais, que não apenas consomem, mas também produzem e distribuem conteúdo. Plataformas como YouTube, TikTok e Instagram, apesar de operarem sob lógica mercadológica, permitem que novos discursos e expressões culturais marginalizadas ganhem visibilidade e influência.
No entanto, críticos como Byung-Chul Han alertam que essa aparente autonomia esconde uma nova forma de exploração: a autoexploração voluntária e contínua dos sujeitos digitais, que entregam gratuitamente sua atenção, criatividade e dados para alimentar o capitalismo de vigilância.

### Cultura participativa e contradições
A transição para o ambiente digital também introduziu o conceito de cultura participativa, especialmente a partir dos estudos de Henry Jenkins, que destacou como os consumidores passaram a atuar também como produtores (prosumers) de conteúdo, desempenhando um papel ativo em comunidades online, fandoms, fóruns e movimentos sociais organizados em plataformas digitais. Sites como YouTube, TikTok, Reddit, Twitch e outros exemplificam esse fenômeno, ao permitir não apenas a publicação de conteúdo por usuários comuns, mas também a criação de redes de colaboração, remixagens e apropriações culturais diversas.
Entretanto, essa participação ampliada não é isenta de contradições. A liberdade aparente oferecida pelas redes muitas vezes é condicionada por regras algorítmicas opacas e interesses econômicos das grandes corporações de tecnologia, que definem quais conteúdos serão priorizados, monetizados ou ocultados. Mesmo os conteúdos produzidos pelos próprios usuários estão submetidos à lógica de visibilidade e rentabilidade imposta por essas plataformas, o que tende a favorecer materiais virais, de fácil consumo, em detrimento de expressões culturais mais críticas ou complexas.
Assim, embora o ambiente digital abra novas possibilidades de expressão, interação e engajamento cultural, ele também atualiza e reforça mecanismos de controle, alienação e padronização, alinhando-se às dinâmicas críticas descritas por Adorno e Horkheimer sob o conceito de indústria cultural.

### Cultura digital e novas formas de alienação
No ambiente digital, a alienação cultural assume novas formas. O excesso de informação, a velocidade do consumo e a lógica da viralização dificultam o aprofundamento crítico e o engajamento reflexivo com os conteúdos. Segundo Pierre Lévy, a inteligência coletiva pode ser potencializada pelas redes, mas apenas se houver mecanismos de filtragem, mediação e formação crítica dos usuários.
Por outro lado, autores como Evgeny Morozov chamam atenção para os perigos da "solução tecnológica", ou seja, a tendência de tratar todos os problemas sociais e culturais como se pudessem ser resolvidos unicamente por meio de tecnologias digitais — o que acaba por despolitizar os debates e reforçar a dependência das grandes corporações digitais.